# Herbert Nenndorf
Die Herbert Nenndorf GmbH wurde als Plagiatsfalle von dem Automobil-Journalisten Halwart Schrader erfunden. In seinem zusammen mit Harald H. Linz verfassten und 1985 erschienenen Standardwerk Die große Automobil-Enzyklopädie. 100 Jahre Geschichte, 2500 Marken aus 65 Ländern hat er diesen fiktiven deutschen Hersteller von Automobilen aufgeführt, um Plagiate nachweisen zu können. Die DVD-Version von 2008 erwähnt Nenndorf nicht mehr.
Nach eigenen Angaben hat Schrader erfolgreich Regressansprüche gegen Plagiatoren geltend gemacht.

## Unternehmen
Die fiktive Unternehmensgeschichte lautet im Enzyklopädieeintrag:

„1923/1924 stellte die Herbert Nenndorf GmbH in Stettin einen Zweisitzer mit Vierzylinder-Körting-Motor (1,5 Liter) her. Hauptabnehmer muß ein Importeur in Kopenhagen gewesen sein, der für einen Zeitungsvertrieb 25 Stück mit einem Kastenaufbau bestellte.“

## Aufnahme in der Fachliteratur
Nenndorf wurde in Publikationen verschiedener Verlage und Autoren übernommen. Darunter
- Ulrich Kubisch: Oldtimer Markt. Sonderheft Nr. 2. 100 Jahre Automobil. Wiesbaden 1986, S. 134.
- Ulrich Kubisch: Oldtimer Markt. Sonderheft Nr. 3. Deutsche Auto-Marken von A–Z. Wiesbaden 1986/87, S. 99.
- Ulrich Kubisch: Deutsche Automarken von A–Z. VF Verlagsgesellschaft, Mainz 1993, ISBN 3-926917-09-1, S. 100.
- Marián Šuman-Hreblay: Automobile Manufacturers Worldwide Registry. McFarland & Company Publishers, London 2000, ISBN 0-7864-0972-X, S. 209. (englisch)
- die Internetseite Allcarindex.[4]
- Die deutschsprachige Wikipedia führte Nenndorf bis zum 25. Februar 2015 als realen Hersteller.[5]